# Утрехтский симфонический оркестр
Утрехтский симфонический оркестр (нидерл. Utrechts Symfonie Orkest) — нидерландский симфонический оркестр, работавший в Утрехте в 1894—1985 годах. До 1946 года назывался Утрехтский муниципальный оркестр (нидерл. Utrechts Stedelijk Orkest).
Появление оркестра имело длительную предысторию, поскольку так называемые «городские концерты» (нидерл. stadsconcerten) проводились в Утрехте на протяжении многих десятилетий под патронатом сперва Утрехтской гильдии стрелков, а затем городского музыкального колледжа; их руководителями были в 1830—1862 годах Иоганн Герман Куфферат, а затем Рихард Хол. Среди солистов, выступавших в Утрехте в этот период, были Йозеф Иоахим, Генрик Венявский, Клара Шуман, своими сочинениями приезжали дирижировать Роберт Шуман и Иоганнес Брамс. Окончательное организационное оформление оркестра было связано с именем дирижёра Воутера Хютсенрёйтера, в 1892 году приступившего к руководству концертами в концертном зале Тивали.
Первый период существования оркестра — эпоха Хютсенрёйтера — ознаменовалась значительными успехами, вершиной которых стала мировая премьера Шестой симфонии Густава Малера 27 мая 1906 года на фестивале Немецких музыкальных обществ в Эссене, под управлением автора. В репертуаре оркестра важное место занимала и другая новейшая музыка — в том числе произведения Рихарда Штрауса и Макса Регера. Последовавшее затем пятилетнее руководство Яна ван Гилсе сопровождалось затяжным конфликтом с музыкальным критиком Виллемом Пейпером, остро критиковавшим оркестр за приверженность немецкой музыкальной традиции; преемник ван Гилсе Эверт Корнелис, пришедший к руководству оркестром с поста второго дирижёра амстердамского Концертгебау, расширил репертуар сочинениями новейших французских авторов, а также таких композиторов, как Игорь Стравинский и Золтан Кодаи.
Дальнейшее существование коллектива не было отмечено особенно яркими событиями. На рубеже 1970-х — 1980-х годов в его судьбе наметилось некоторое оживление: в 1979 году для оркестра был построен новый концертный зал. Однако уже через шесть лет он фактически прекратил своё существование: в условиях жёсткой экономии общественных средств, проводившейся правительством Рууда Любберса, из трёх оркестров — Утрехтского симфонического, Амстердамского филармонического и Нидерландского камерного — был создан единый Нидерландский филармонический оркестр. Предпоследний концерт оркестра в апреле 1985 года ознаменовался европейской премьерой Девятой симфонии Антона Брукнера, завершённой Уильямом Карраганом.

## Руководители оркестра
- Воутер Хютсенрёйтер (1894—1917)
- Ян ван Гилсе (1917—1922)
- Эверт Корнелис (1922—1934)
- Хенри ван Гаудувер (1934—1937)
- Виллем ван Оттерло и Карл Шурихт (1937—1939)
- Виллем ван Оттерло (1939—1949)
- Пауль Хюппертс (1949—1978)
- Юбер Судан (1978—1980)
- Корнелиу Думбравяну (1980—1985)